# Cobbia simplex
Cobbia simplex är en rundmaskart som beskrevs av Allgen 1929. Cobbia simplex ingår i släktet Cobbia och familjen Monhysteridae. Arten är reproducerande i Sverige. Inga underarter finns listade i Catalogue of Life.